# Lichtloch 21 Tiefer Weißeritzstolln
Das Lichtloch 21 Tiefer Weißeritzstolln war eine Steinkohlengrube des Königlichen Steinkohlenwerkes Zauckerode. Der Schacht lag im westlichen Teil der Steinkohlenlagerstätte des Döhlener Beckens auf Niederhermsdorfer Flur.

## Geschichte
Nachdem der im Jahr 1800 begonnene Tiefe Weißeritzstolln Niederhermsdorfer Gebiet erreicht hatte, teufte man ab 1839 das 21. Lichtloch. Der bei 233,40 m NN angesetzte Schacht erreichte 1841 bei einer Teufe von 72,40 Metern das 1. Flöz mit einer Mächtigkeit von 1,50 Metern und am 1. Oktober 1841 die Stollnsohle.  Bei 77,90 Metern wurde das 0,20 Meter mächtige 2. Flöz durchteuft und die Teufe bei 78,54 Metern eingestellt. Der im Niveau des 1. Flözes vorgetriebene Tiefe Weißeritzstolln wurde von hier aus weiter Richtung Westen aufgefahren. 1842 wurde nach 35,70 Metern die Bauwürdigkeitsgrenze des 1. Flözes erreicht und der Vortrieb eingestellt. Im 1. Quartal 1844 wurde der Weißeritzstolln zwischen Neu Leopoldschacht und dem 21. Lichtloch auf einer Länge von 310 Metern bis 10 Meter vor das Lichtloch abgeworfen. Ein Teil des Schachtes und der Füllort wurden verfüllt. Der Schacht mit einer Holzbühne verschlossen und mit Bergen überdeckt.
Mit dem Vorrücken der  Abbaue des Albertschachtes nach Westen reichte der 1848 geteufte Georgschacht für die Bewetterung der Baue nicht mehr aus. Aus diesem Grund wurde das 21. Lichtloches, aufgewältigt und ein 73 Meter langer Fallort bis auf das Niveau des Tiefen Elbstollns aufgefahren. Der Fallort wurde über einen 280 Meter langen Querschlag mit dem Elbstolln verbunden. 1865 wurde der Schacht und der Fallort ausgemauert und auf der Elbstollnsohle im Juni 1865 ein Wetterofen eingebaut. Das 1. Flöz hatte im Bereich des Elbstollns eine Mächtigkeit von 3,30 Metern. Die Mächtigkeit des hier durchfahrenen 3. Flözes betrug 0,60 Meter. Um eine Steigerung des Wettervolumens zu erreichen, wurde 1863 die Rostfläche des Wetterofens auf das Dreifache vergrößert.
1922 stellte man im Albertschacht die Kohlegewinnung ein. Dass 1000 Meter vom Albertschacht entfernte Feld im Bereich des 21. Lichtloches wurde nicht abgebaut, da der Transport der geförderten Kohle zu aufwendig und die Kosten zu hoch waren. Das Lichtloch blieb offen und diente weiterhin zur Aufrechterhaltung des normalen Wetterstroms.
Da das Ende der Förderung Im Königin-Carola-Schacht abzusehen war, begann man im Februar 1935 mit der Aufwältigung  des Lichtloches 21 um die hier anstehenden Kohle in der geschätzten Größenordnung von 200.000 t zu gewinnen. Ab 20 Meter Teufe verringerte sich der Querschnitt von 2,30 × 1,60 Meter auf nur noch 1,90 × 1,00 Meter. Der Schacht wurde nachgerissen und mit einem Bolzenschrotausbau versehen. Nach einer Verlängerung des 1842 eingestellten Weißeritzstollns auf 270 Meter vom 21. Lichtloch aus, begann man im Mai 1935 im Fallen des Flözes eine Untersuchungsstrecke bis zum Elbstolln aufzufahren. Im Januar 1936 wurde das Elbstollnniveau erreicht. Der Elbstolln wurde aufgewältigt und 600 Meter weiter Richtung Westen aufgefahren. Vom Weißeritzstolln aus wurde ein 636 Meter langer Kettenberg bis auf die 3. Hauptstrecke bei 46,7 m NN aufgefahren. Zwischen der 3. und der ½ 4. Hauptstrecke, sowie zwischen der ½ 4. und dem tiefsten Punkt bei −13,8 m NN wurden 2 weitere Förderberge aufgefahren. 1938 wurde auf dem Lichtloch die Blindschachtfördermaschine des Königin-Carola-Schachtes aufgestellt und die Förderung mit einem zweietagigen Fördergestell aufgenommen. Ab Mai 1943 wurde auf der 2. Hauptstrecke eine Akkulok für den Transport eingesetzt. Es war die erste Akkulok im Döhlener Revier. Geliefert wurde sie von Siemens & Schuckert. 
Nach dem Ende des Zweiten Weltkrieges wurde der Grubenbetrieb nahtlos fortgeführt. Eine Demontage der Anlagen erfolgte nicht. Größtes Hindernis war der Mangel an Arbeitskräften. Diese wurden durch hohe Lebensmittelrationen, Sonderzuteilungen und Deputate für Alkohol, Zigaretten und Kohlen angelockt. Noch vor der Liquidation der Aktiengesellschaft Sächsische Werke am 11. März 1947 wurde das Werk ab 1. Juni 1946 als Steinkohlenwerk Freital der Industrieverwaltung I Steinkohle unterstellt.
Ende 1948 waren die Vorräte unterhalb der Elbstollnsohle erschöpft. Nach dem Abbau der Restvorräte zwischen dem Elbstolln und dem Weißeritzstolln wurden im Januar 1952 die letzten 832 t. Kohle gefördert und der Betrieb am 28. Januar 1952 eingestellt. Mit dem Abbau der Kohle bis zur absoluten Bauwürdigkeitsgrenze wurden aus diesem Feldesteil zwischen 1935 und 1952 ca. 900.000 t. Kohle gefördert. Der Schacht wurde abgeworfen und die Schachtröhre verfüllt. Die Akkulok wurde zum Oppelschacht umgesetzt und kam dort auf der V. Hauptstrecke zum Einsatz.